# Mixalive presents 田村淳が豊島区池袋
『田村淳が豊島区池袋』（たむらあつしがとしまくいけぶくろ）は、テレビ東京系列で毎週月曜日の2:05 - 2:35（JST）に放送されていた情報番組・トーク番組である。通称は『池袋』。

## 概要
田村淳×Mixalive×池袋。最新スポットMixaliveにビジネス、カルチャーの最先端の方々が集結。田村淳とともに、池袋発の最新ムーブメントを生み出す!

## 過去の出演者ゲスト
・天﨑滉平
・石谷春貴
・向清太朗
・飯田里穂
・千本木彩花
・原紗友里
・亜咲花
・TRUE
・木村昴
・徳井青空
・浪川大輔
・斉藤壮馬
・優希クロエ
・斎藤真希
・太刀川英輔
・森田彩奈
・千葉功太朗
・kose 8Rocks
・東武百貨店
・東武鉄道
・立教大学
・寺島拓篤
・JAM
・三森すずこ
・大橋未歩

## スタッフ（2021年10月以降）
- ナレーター：相内ユウカ
- 構成：鮫肌文殊
- 技術協力：テクノマックス、オムニバスジャパン、REC
- 美術協力：テレビ東京アート
- 美術装飾：テレフィット
- アクリル装飾：ナカムラ綜美
- モニター：東京チューブ
- 編集：刀根義道
- AD：人見裕司、勝部結衣、佐藤朱理
- AP：斎藤真希
- ディレクター：飯田智哉、西川裕之
- 演出：増田真也
- プロデューサー：今井豪、石川剛（NENTEP）、井上雅晴、尾崎正浩
- 制作協力：NEXTEP
- 製作著作：テレビ東京